# Bekesbourne-with-Patrixbourne
Bekesbourne-with-Patrixbourne är en civil parish i grevskapet Kent i sydöstra England. Den ligger i distriktet Canterbury och utgörs av byarna Bekesbourne och Patrixbourne. Civil parishen hade 919 invånare vid folkräkningen år 2021.